# Oamenii lui Paco
Oamenii lui Paco este un serial polițist, comedie amestecată cu o poveste de dragoste superbă transmisă publicului prin perechea Lucas Fernandez (Hugo Silva) - Sara Miranda (Michelle Jenner).

## Oamenii lui Paco (Los hombres de Paco)
În „Oamenii lui Paco”, un grup de politiști neîndemânatici creeaza mai multe probleme decât pot rezolva. Spre deosebire de serialele polițiste clasice, care ilustrează ingeniozitate și profesionalism, în acest serial personajele încearcă, în majoritatea timpului, să-și ascundă greșelile. În centrul haosului se află inspectorul șef Miranda (Paco), un om extraordinar dar incapabil să se descurce într-o situație de criză. Partenerii săi de încredere sunt doi polițiști la fel de „flower-power”: Mariano și Lucas.

## Sinopsis
O poveste de dragoste la fel de frumoasă și care te ține cu sufletul la gură ca și povestea lui Juan del Diablo - Monica de Altamira :) Sunt 8 serii care ne aduc în prim-plan și ne captivează cu povestea personajelor acestui serial: Paco Miranda, căsătorit cu Lola Castro, au împreună o fată de 16 ani, Sara. Lola este fiica lui don Lorenzo, comisar al secției de poliție din San Antonio. Aici lucrează și Paco, ca inspector, alături de cei mai buni prieteni ai săi: Mariano și Lucas, ambii divorțați. Lucas a fost anterior căsătorit cu Silvia, sora Lolei și fiica mai mică a lui don Lorenzo. Mariano întâlnește o nouă iubire frumoasă alături de Bernarda, prietena și vecina Lolei. Paco și familia lui (Lola și Sara), locuiesc în aceeași clădire cu Lucas și Mariano și cu Bernarda și fiul acesteia, Coque, de aceeasi vârstă cu Sara.
La secția de poliție din San Antonio mai facem cunostință și ne distrăm cu nebuniile făcute de Jose Luis Povedilla, Curtis, Kike și Rita, mai urmărim povestea de dragoste a lui Gonzalo Montoya și Ruth, cea care, după o idilă avută cu don Lorenzo, îl cucerește pe Gonzalo numai pentru a afla datele de acces la dosarele top-secret, Ruth fiind membră a unei bande mafiote.
Pe parcurs, în lupta pentru dragostea Sarei va apare și Aitor, un tânăr polițist apropiat de vârsta Sarei și care se va lupta cu Lucas pentru a cuceri dragostea Sarei.
Un serial frumos, care împletește umorul cu povestea de dragoste a perechei principale și care te ajută să evadezi cu imaginația din lumea cotidiană.

## Distribuție
Paco Tous:       Paco Miranda
Adriana Orozco:       Lola Miranda
Michelle Jenner:         Sara Miranda
Hugo Silva:  Lucas Fernandez
Juan Diego:      Don Lorenzo
Pepon Nieto:        Mariano Moreno
Neus Asensi:       Bernarda Gonzalez
Marian Aguilera:          Silvia Castro
Aitor Luna:      Gonzalo Montoya

## Producție
Regia: José Ramón Ayerra
Scenarist: Daniel Écija
Productie: Antena 3, Spania
Anul: 2003
Tema muzicală: Nada que perder
Interpret: Pingnoise